# Carvalhal (Mêda)
Carvalhal é uma povoação portuguesa do Município de Mêda que foi sede da extinta Freguesia de Carvalhal, freguesia que tinha 11,62 km² de área e 109 habitantes (2011), e, por isso, uma densidade populacional de  9,4 hab./km².
A Freguesia de Carvalhal foi extinta (agregada) pela reorganização administrativa de 2012/2013, tendo o seu território sido agregado ao das Freguesias de Vale Flor e Pai Penela para criar a União de Freguesias de Vale Flor, Carvalhal e Pai Penela.

## População
★ No censo de 1864 figura no concelho de Vila Nova de Foz Côa. Passou para o actual concelho por decreto de 04/12/1872		

| Totais e grupos etários | Totais e grupos etários | Totais e grupos etários | Totais e grupos etários | Totais e grupos etários | Totais e grupos etários | Totais e grupos etários | Totais e grupos etários | Totais e grupos etários | Totais e grupos etários | Totais e grupos etários | Totais e grupos etários | Totais e grupos etários | Totais e grupos etários | Totais e grupos etários | Totais e grupos etários |
| ----------------------- | ----------------------- | ----------------------- | ----------------------- | ----------------------- | ----------------------- | ----------------------- | ----------------------- | ----------------------- | ----------------------- | ----------------------- | ----------------------- | ----------------------- | ----------------------- | ----------------------- | ----------------------- |
|                         | 1864                    | 1878                    | 1890                    | 1900                    | 1911                    | 1920                    | 1930                    | 1940                    | 1950                    | 1960                    | 1970                    | 1981                    | 1991                    | 2001                    | 2011                    |
| Total                   | 240                     | 248                     | 317                     | 346                     | 372                     | 371                     | 375                     | 445                     | 472                     | 424                     | 255                     | 207                     | 166                     | 134                     | 109                     |

| 0-14 anos | 15-24 anos | 25-64 anos | 65 e + anos |
| 12 \| 8   | 22 \| 11   | 97 \| 85   | 115 \| 104  |
| -33%      | -50%       | -12%       | -10%        |